# Angry Birds POP!

Angry Birds POP! це гра зі збігом плиток, спільно розроблена Rovio Entertainment і Outplay Entertainment, яка була програмно запущена для iOS у Канаді в грудні 2014 року та випущена в усьому світі для пристроїв iOS і Android у березні 2015 року Спочатку гра була другою грою в серії Angry Birds Stella.
Спочатку він був випущений як Angry Birds Stella POP!, і отримала свою нинішню назву, без Стелли, з оновленням у липні 2015 року, яке принесло в гру класичних персонажів Angry Birds, що зробило її єдиною в серії, яка містить кросовер між класичними Angry Birds і друзями Стелли. У жовтні 2015 року гра була випущена як гра для Facebook, яка була припинена 21 грудня 2016 року Станом на травень 2021 року гра містить понад 6000 рівнів.

## Ігровий процес
Angry Birds POP! це друга гра серії Angry Birds Stella. Гра була випущена 22 грудня 2014 року в канадському App Store і випущена в усьому світі 12 березня 2015 року. 29 жовтня 2015 року гру було додано до Facebook. У грі рогатка розташована внизу по центру, гравець кидає бульбашки, щоб лопнути бульбашки вгорі за допомогою комбінації з трьох або більше бульбашок одного кольору. На кожному рівні ви отримаєте обмежену кількість бульбашок із рогатки, і ви зможете купити більше за монети. Іноді вгорі разом із бульбашками також з'являються блоки. У грі також є життя, як і в інших іграх типу «три в ряд». Коли ви програєте рівень, ви втратите один з них, і якщо ви втратили всі життя, ви повинні купити їх за монети, щоб продовжити гру. Спочатку в грі було лише шість персонажів, які з'являлися в Angry Birds Stella, причому кожен персонаж мав особливу силу, яку можна використовувати, коли Pop Meter заповнено, щоб розблокувати потужні посилення від їхніх сил, як-от Power Pop від Stella, Line Pop від Poppy та багато іншого. . Щоб заповнити Pop Meter, ви повинні отримати x6 смуг, тобто 6 попів поспіль.

## Рецепція
Angry Birds POP! деякі вважали схожим на гру Кінга 2014 року, Bubble Witch Saga 2. Рецензенту Macworld вона сподобалася як безкоштовна гра з її легким ігровим процесом головоломки та хорошими продуктивними цінностями, але коли в грі з'явилася перешкода, рецензент подумав, що краще зробити щось інше.